# Pfaffelmoos westlich Unteröd

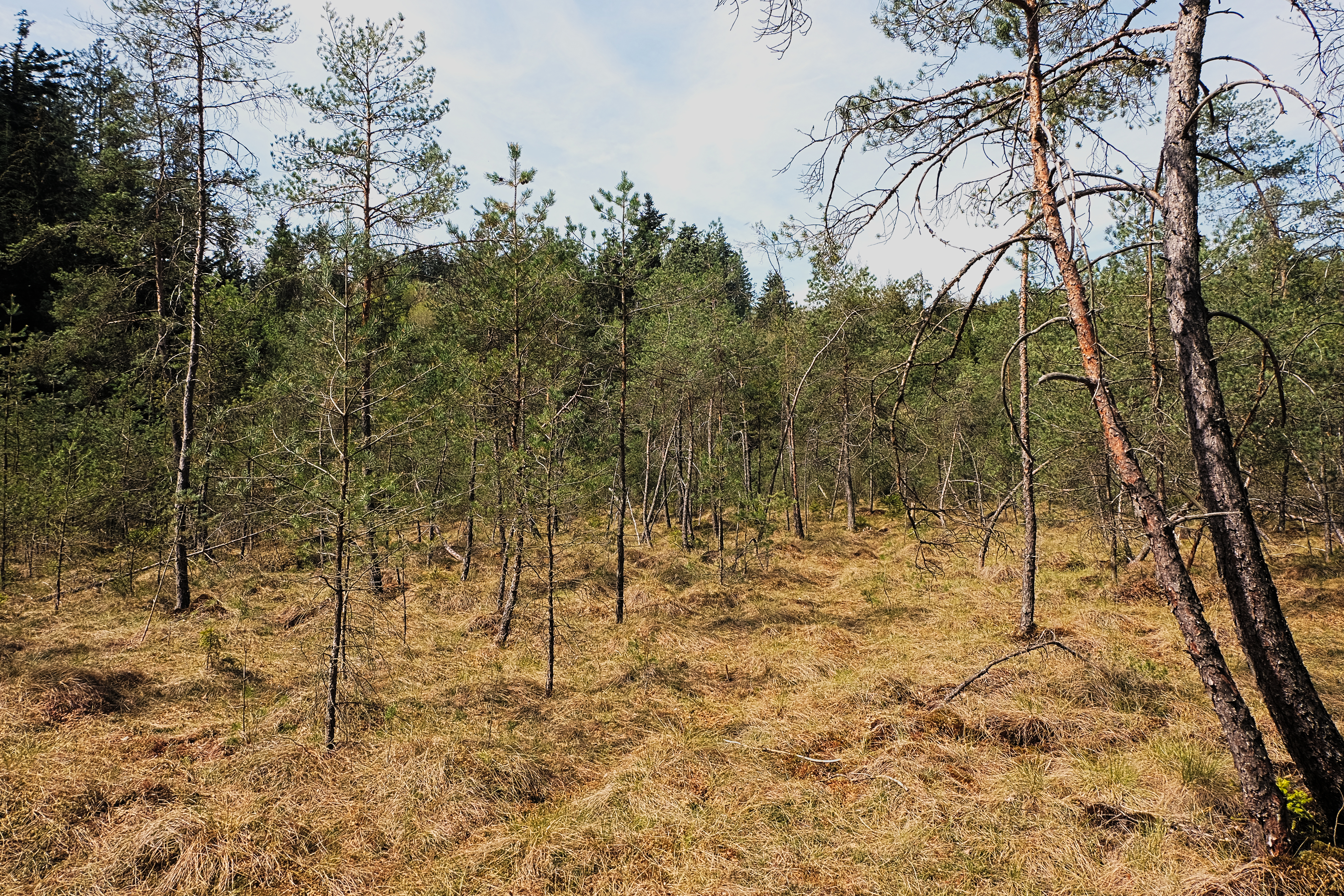
Pfaffelmoos

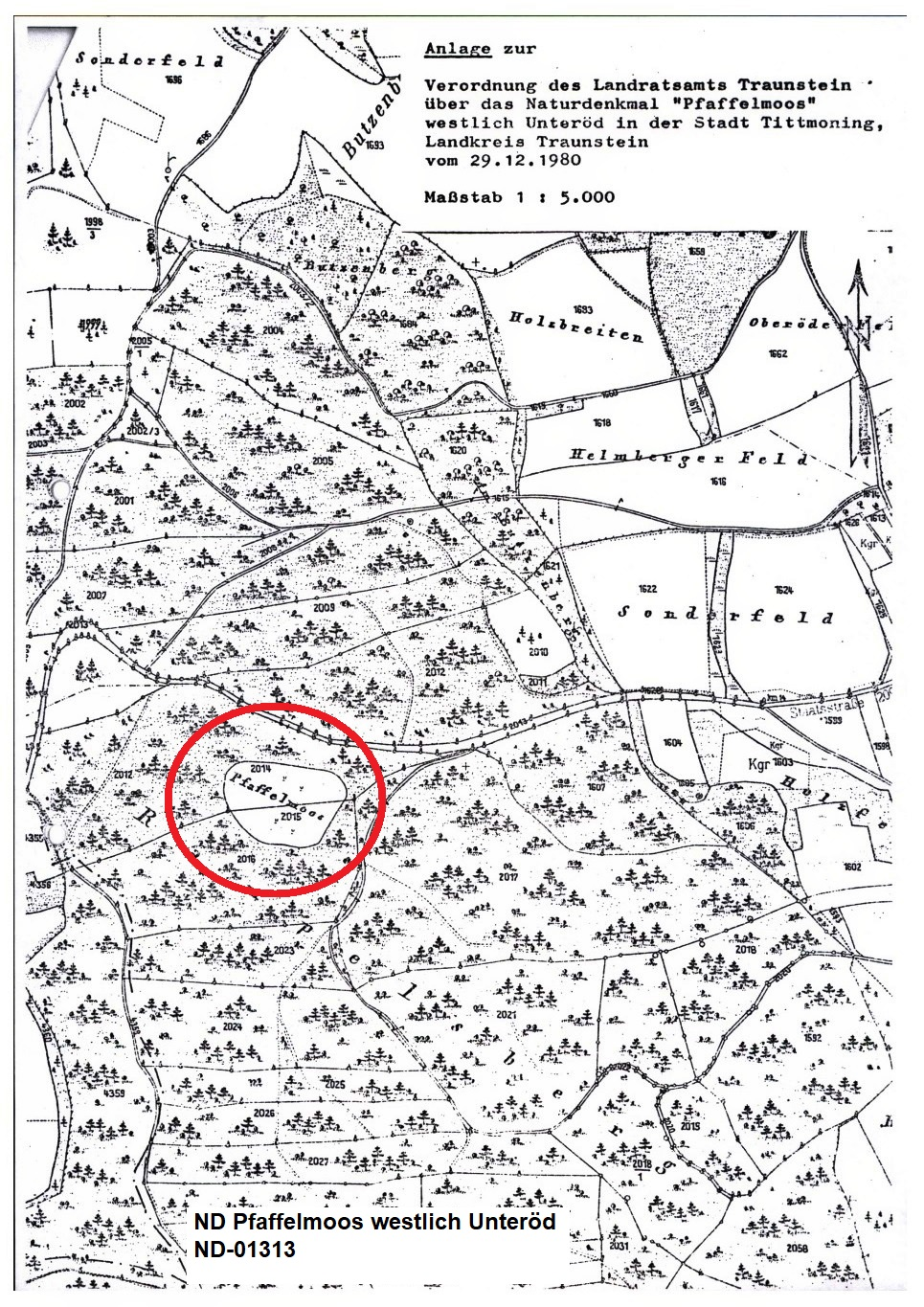
Lageplan Amtsblatt

Das Pfaffelmoos westlich Unteröd in der Gemeinde Tittmoning ist ein 1,097 ha großes flächenhaftes Naturdenkmal im Landkreis Traunstein. Es gehört zum Gemeindegebiet der Stadt Tittmoning und liegt etwa hundert Meter südlich der Staatsstraße 2093.
Es erhielt im Dezember 1980 durch Verordnung des Landratsamtes Traunstein den Schutzstatus und wird vom Bayerischen Landesamt für Umwelt unter der Nummer ND-01313 gelistet.

## Schutzzweck
Das Kesselmoor ist als flächenhaftes Naturdenkmal zu schützen, da es sich hier um die unberührteste Moorfläche des Salzachgletschervorlandes handelt und seine Erhaltung wegen seiner herausragenden Eigenart und Seltenheit, seiner ökologischen, wissenschaftlichen, floristischen und faunistischen Bedeutung im öffentlichen Interesse liegt.